# Vern Sneider
Vern Sneider (* 6. Oktober 1916
in Monroe, Michigan, USA als Vernon John Sneider; † 1. Mai 1981 ebenda) war ein US-amerikanischer Autor.

## Leben
Vern Sneider verbrachte seine Jugend in Monroe, Michigan. Während des Zweiten Weltkriegs war er als Captain der US-Armee in Ostasien stationiert. Inspiriert von seinen Kriegserlebnissen und durch die Berührung mit der japanischen Kultur, begann er mit dem Verfassen von Romanen und Kurzgeschichten.
1951 veröffentlichte Sneider The Teahouse of the August Moon (dt. „Die Geishas des Captain Fisby“), was zu seinem größten schriftstellerischen Erfolg und ein Bestseller wurde. Der Roman ist eine tiefsinnige Satire auf die amerikanischen Demokratisierungsversuche in Okinawa während der Besatzungszeit. Auch die vom Broadway-Autor John Patrick (1905–1995) adaptierte Bühnenfassung feierte Erfolge und erhielt den Pulitzer-Preis sowie einen Tony Award als bestes Bühnenstück.
Von The Teahouse of the August Moon gibt es auch zwei Verfilmungen, für die Patrick die Drehbücher auf Grundlage seiner Bühnenadaption schrieb. Nach einer Fernsehproduktion aus der Reihe Hallmark Hall of Fame folgte 1956 ein von Daniel Mann inszenierter Kinofilm mit Glenn Ford in der Rolle des amerikanischen Offiziers Fisby und Marlon Brando als dessen japanischem Dolmetscher mit dem deutschen Titel Das kleine Teehaus, abweichend vom Titel der Buchausgabe. 1970 gelangte eine Musical-Version des Stücks mit dem Titel Lovely Ladies, Kind Gentlemen am Broadway zur Aufführung.
1951 wurde auch Sneiders erste Kurzgeschichte über den Koreakrieg, A Long Way from Home, im Argosy Magazine veröffentlicht. Fünf Jahre später wurde diese zusammen mit den thematisch verwandten Kurzgeschichten  When Winter Comes, Even the Leopard und The Box unter dem Titel A Long Way from Home and Other Stories in Buchform verlegt. In seinem Roman A Pail of Oysters setzte er sich mit dem Leiden der Zivilbevölkerung von Taiwan auseinander, welches diese Ende der 40er Jahre im Krieg – auch durch amerikanische Truppen – zu erdulden hatte.
Daneben schrieb Sneider weitere Romane und Novellen sowie eine Vorlage für die US-amerikanische Fernsehserie The Alcoa Hour, die jedoch nicht mehr an den Erfolg von The Teahouse of the August Moon anschließen konnte.
Sneider starb im Alter von 64 Jahren in seiner Heimatstadt Monroe an einem Herzinfarkt.

## Werke (Auswahl)
- 1951 The Teahouse of the August Moon, New York: Putnam 1951.
- 1951 A Pail of Oysters, New York: Putnam 1953.
- 1956 A Long Way from Home and Other Stories, New York: Putnam 1956.
- 1960 The King from Ashtabula, New York: Putnam 160.
- 1971 West of the North Star, New York: Putnam 1971.